# Лиометопум
Лиометопум (лат. Liometopum) — реликтовый род муравьёв подсемейства Долиходерины.

## Описание
Мономорфные муравьи с сердцевидной головой. Длина рабочих около 5 мм, половые особи вдвое крупнее (около 1 см). Крылья имеют две замкнутые радиомедиальные ячейки. Окраска коричнево-чёрная (самки и самцы полностью чёрные).
Лесные муравьи, чьи гнёзда располагаются в древесине (типичные дендробионты). Охотятся на мелких беспозвоночных, собирают сладкую падь тлей.
Мексиканский национальный деликатес, известный как Escamoles, приготавливают из личинок этих муравьёв.

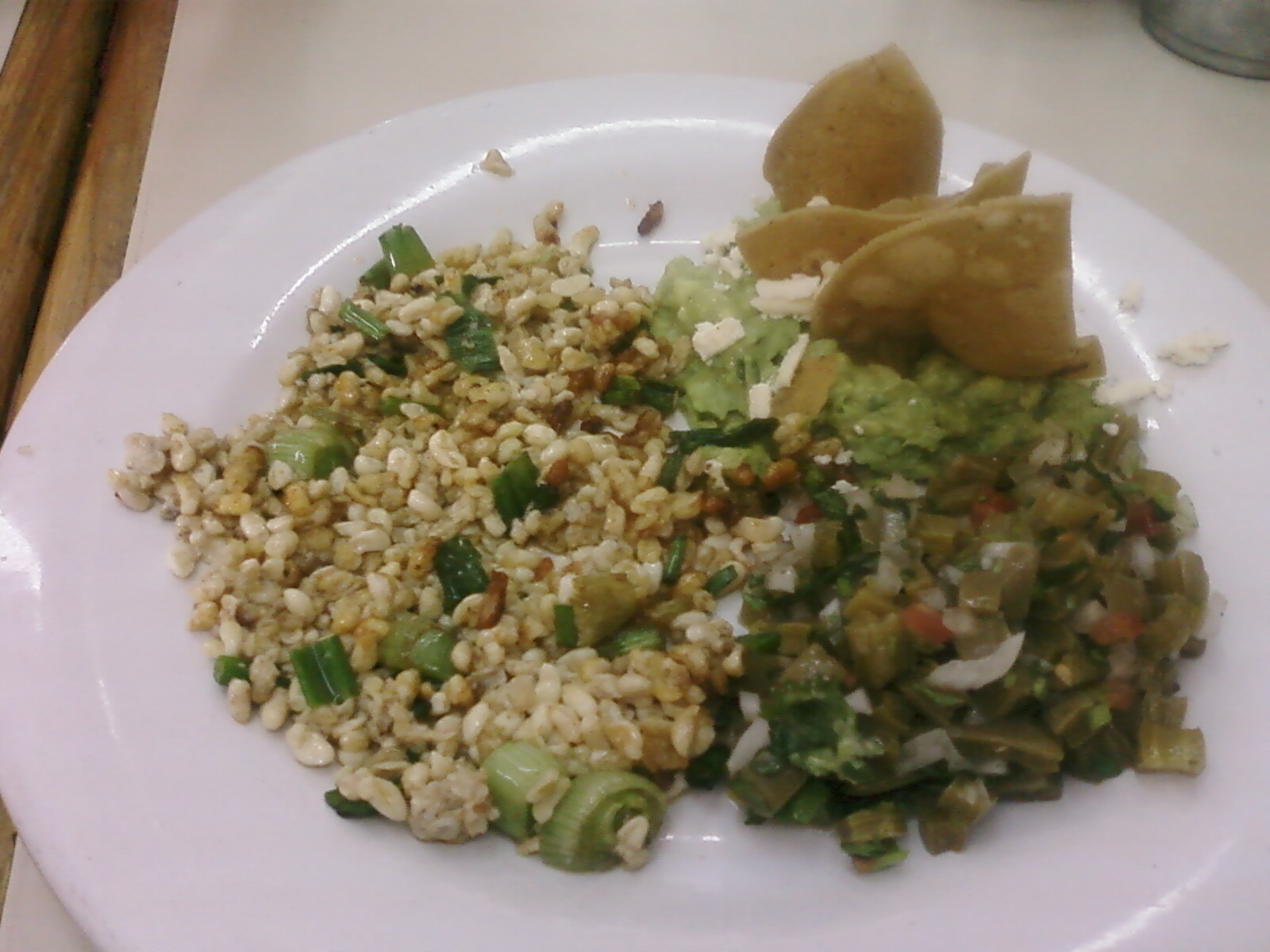
Escamoles в масле
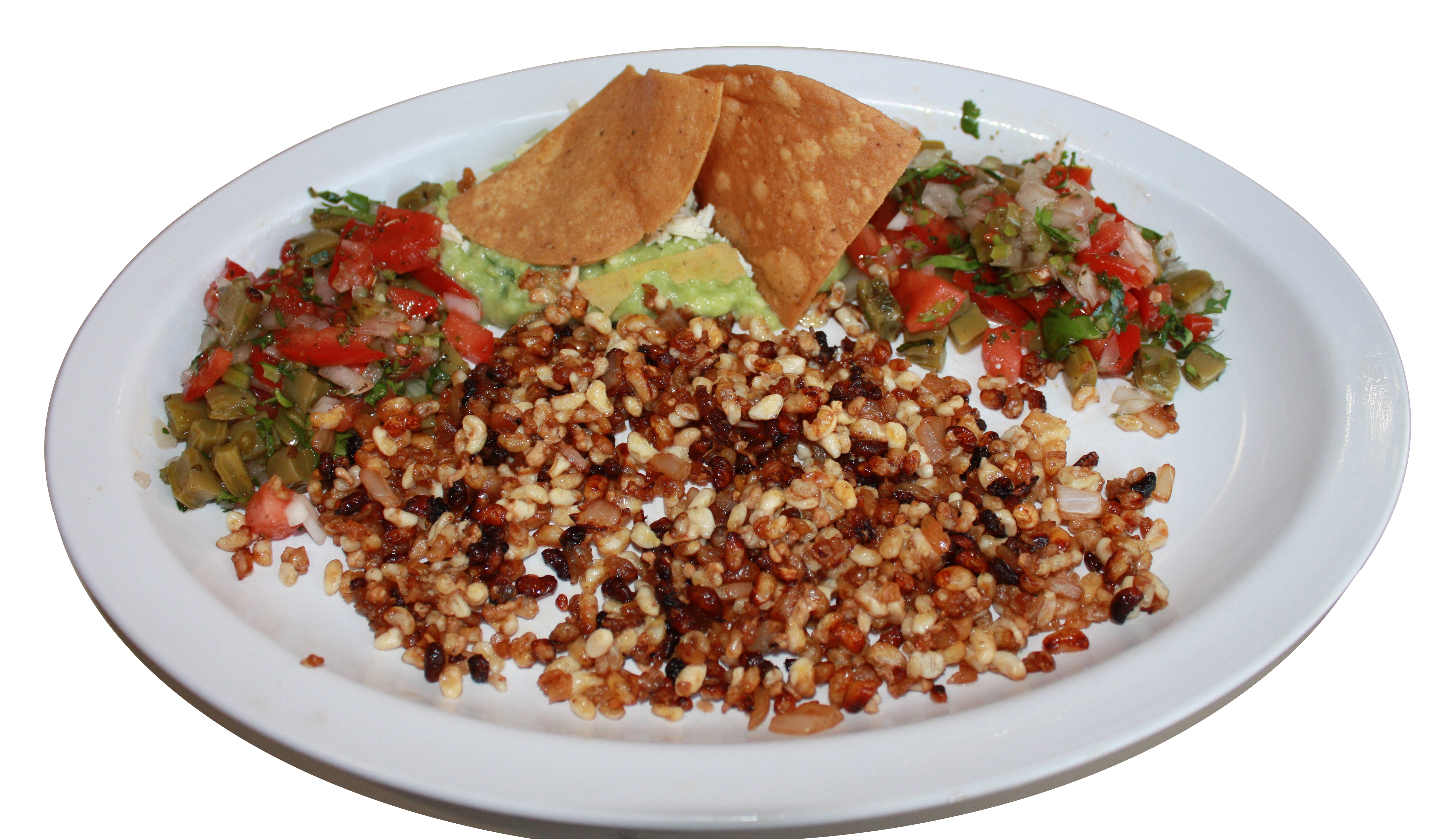
Escamoles с чесноком (al mojo de ajo)

## Распространение
Южные районы Северного полушария. 3 вида в Неарктике и 4 вида в Старом Свете (Европа, Азия). В России на Дальнем Востоке (Хабаровский и Приморский края) и на юге Европейской части.

## Систематика
7 современных видов и около 20 ископаемых. Описанный в 2001 году из Китая вид Liometopum minimum Zhou признан синонимом вида Chronoxenus myops (Forel). Для СССР указывалось 2 вида.
- Liometopum apiculatum Mayr, 1870 (= Formica masonia Buckley) — Северная Америка
- Liometopum lindgreeni Forel, 1902
- Liometopum luctuosum Wheeler, 1905 — «the pine tree ant», Северная Америка
- Liometopum microcephalum (Panzer, 1798) typus — реликтовый лиометопум, или лиометопум европейский — южная и центральная Европа, Кавказ
- Liometopum occidentale Emery, 1895 — «the velvety tree ant», Северная Америка
- Liometopum orientale Karavaiev, 1927 — восточный лиометопум, Дальний Восток
- Liometopum sinense Wheeler, 1921 (= L. sinense var. sericatum Wheeler,= L. dentimandibulum Chang He)

### Палеонтология
Из эоцена и миоцена Европы, Азии и Северной Америки описано около 20 ископаемых видов.
- †Liometopum brunascens (Heer, 1867)
- †Liometopum crassinervis (Heer, 1849)
- †Liometopum croaticum (Heer, 1849)
- †Liometopum eremicum Zhang, J., 1989
- †Liometopum escheri (Heer, 1867)
- †Liometopum globosum (Heer, 1849)
- †Liometopum imhoffii (Heer, 1849)
- †Liometopum incognitum Dlussky, Rasnitsyn & Perfilieva, 2015
- †Liometopum longaevum (Heer, 1849)
- †Liometopum lubricum Zhang, J., Sun & Zhang, X., 1994
- †Liometopum miocenicum Carpenter, 1930
- †Liometopum oligocenicum Wheeler, W.M., 1915
- †Liometopum pallidum (Heer, 1867)
- †Liometopum potamophilum Zhang, J., 1989
- †Liometopum rhenanum (Meunier, 1917)
- †Liometopum scudderi Carpenter, 1930
- †Liometopum stygium (Heer, 1867)
- †Liometopum venerarium (Heer, 1865)
- †Liometopum ventrosum (Heer, 1849)

## Галерея

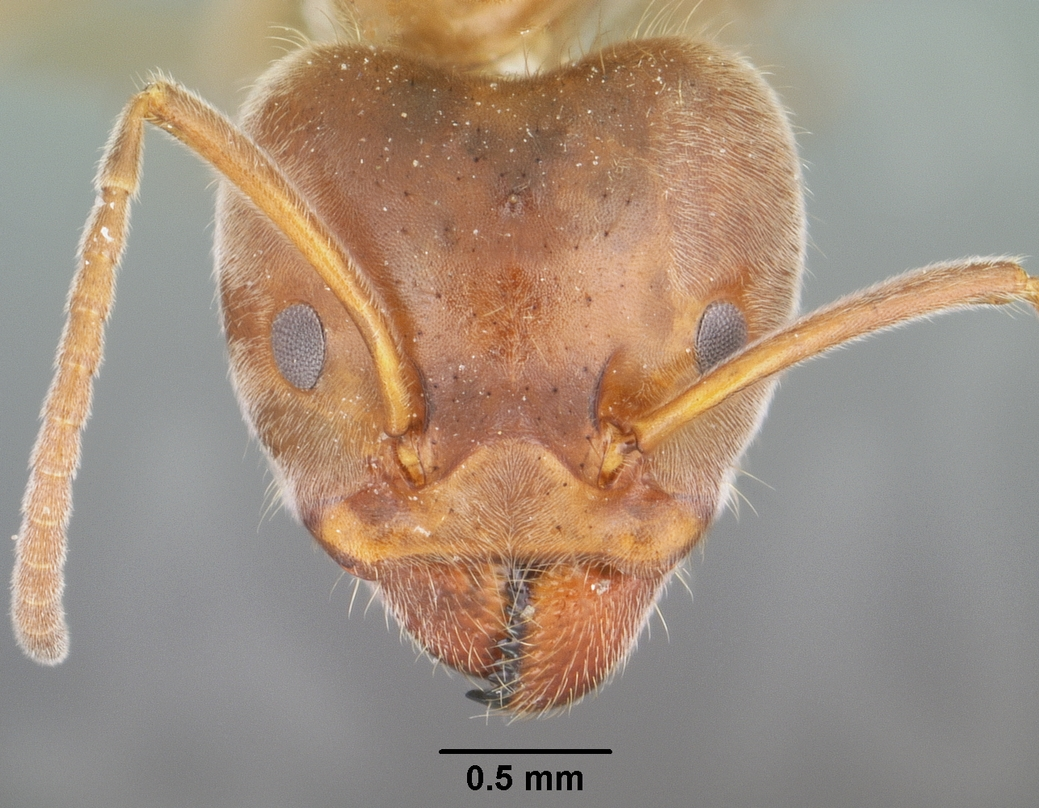
Голова муравья Liometopum apiculatum
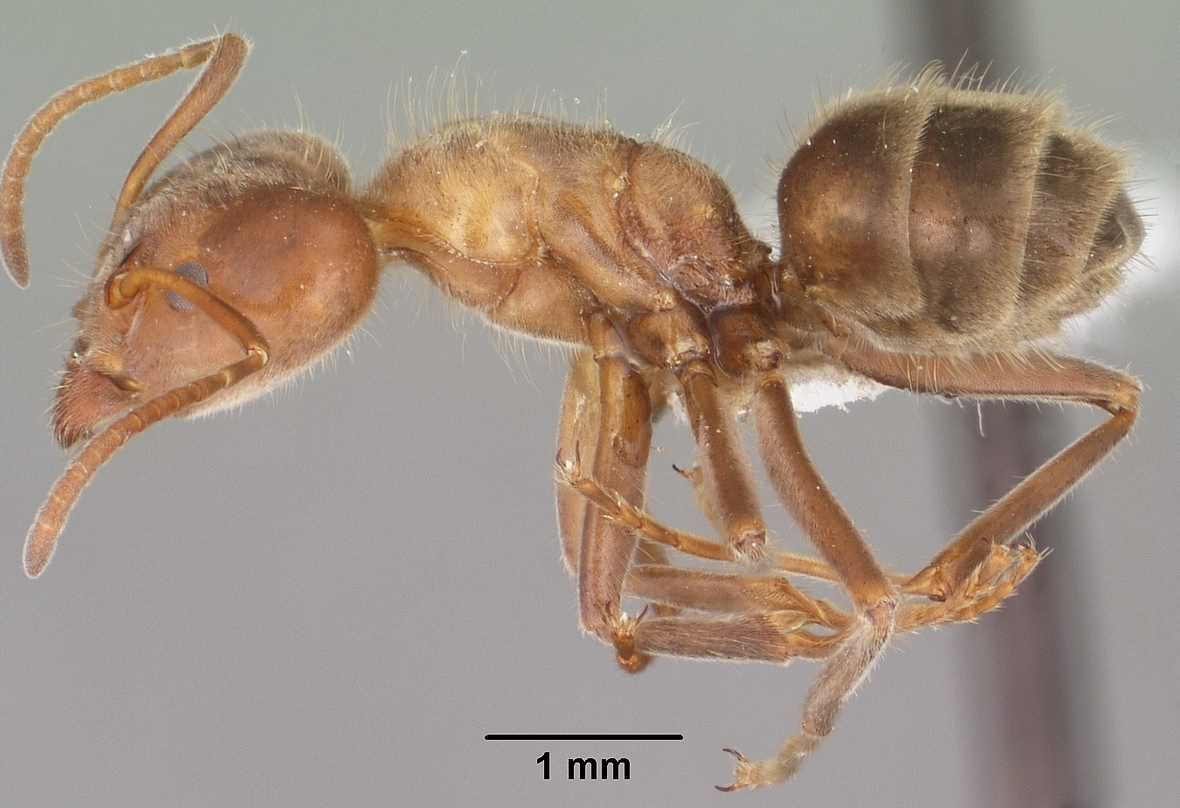
Liometopum apiculatum
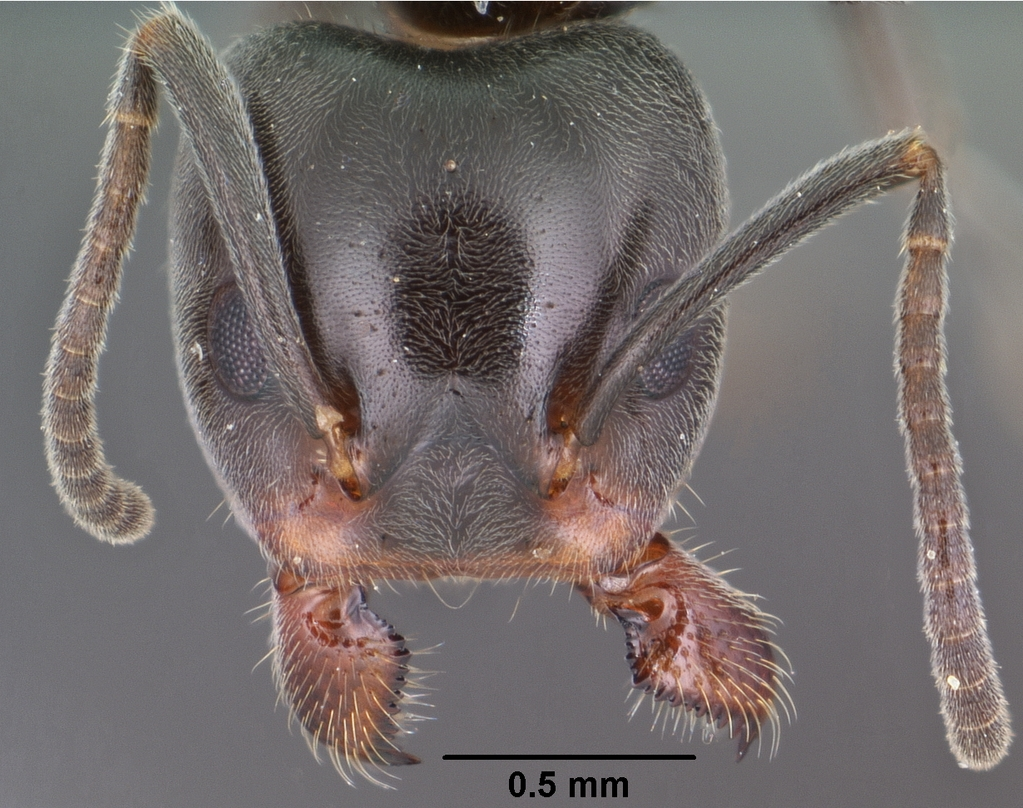
Голова муравья Liometopum luctuosum
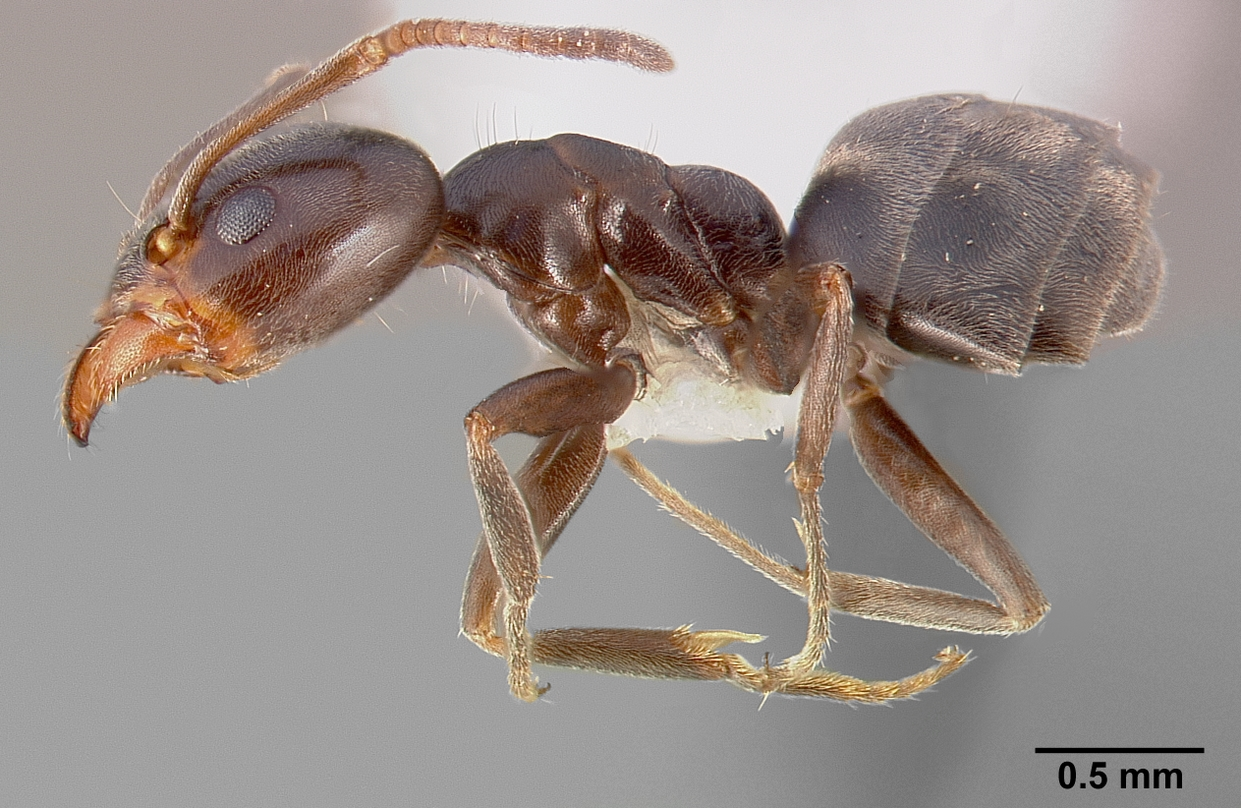
Liometopum luctuosum
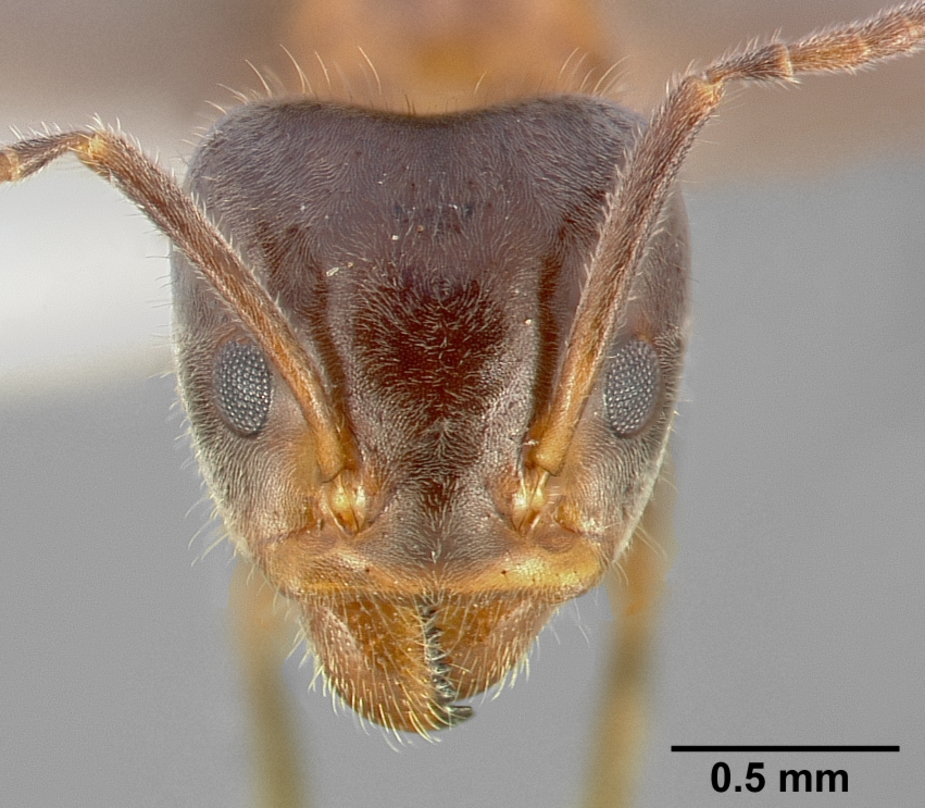
Голова муравья Liometopum occidentale
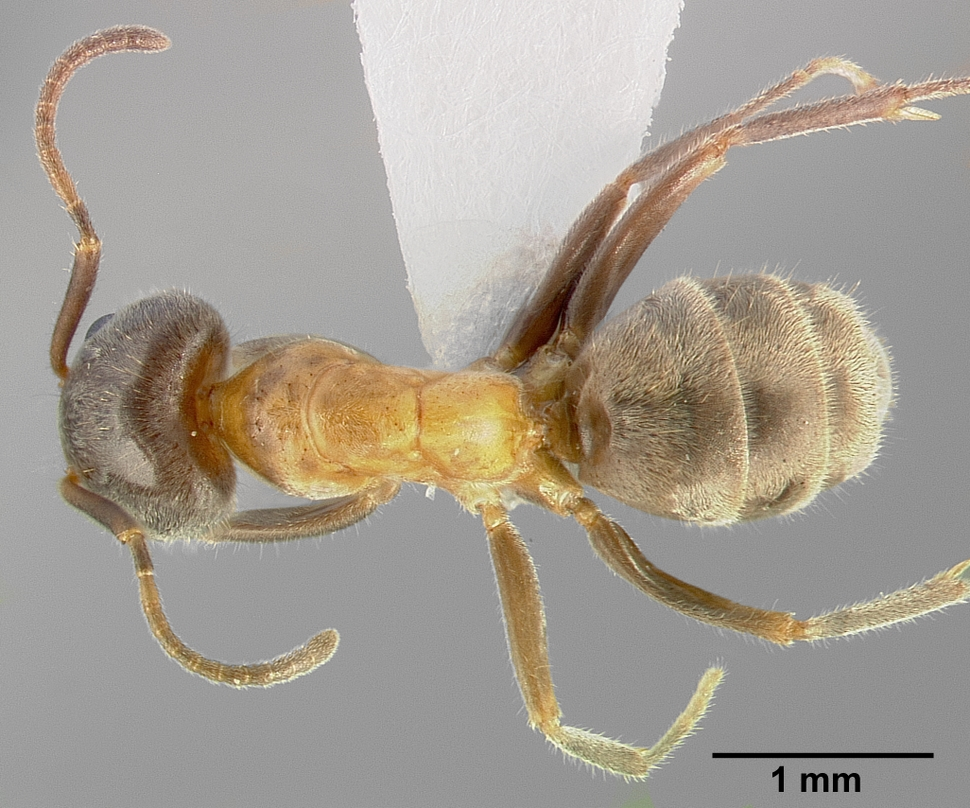
Вид сверху Liometopum occidentale
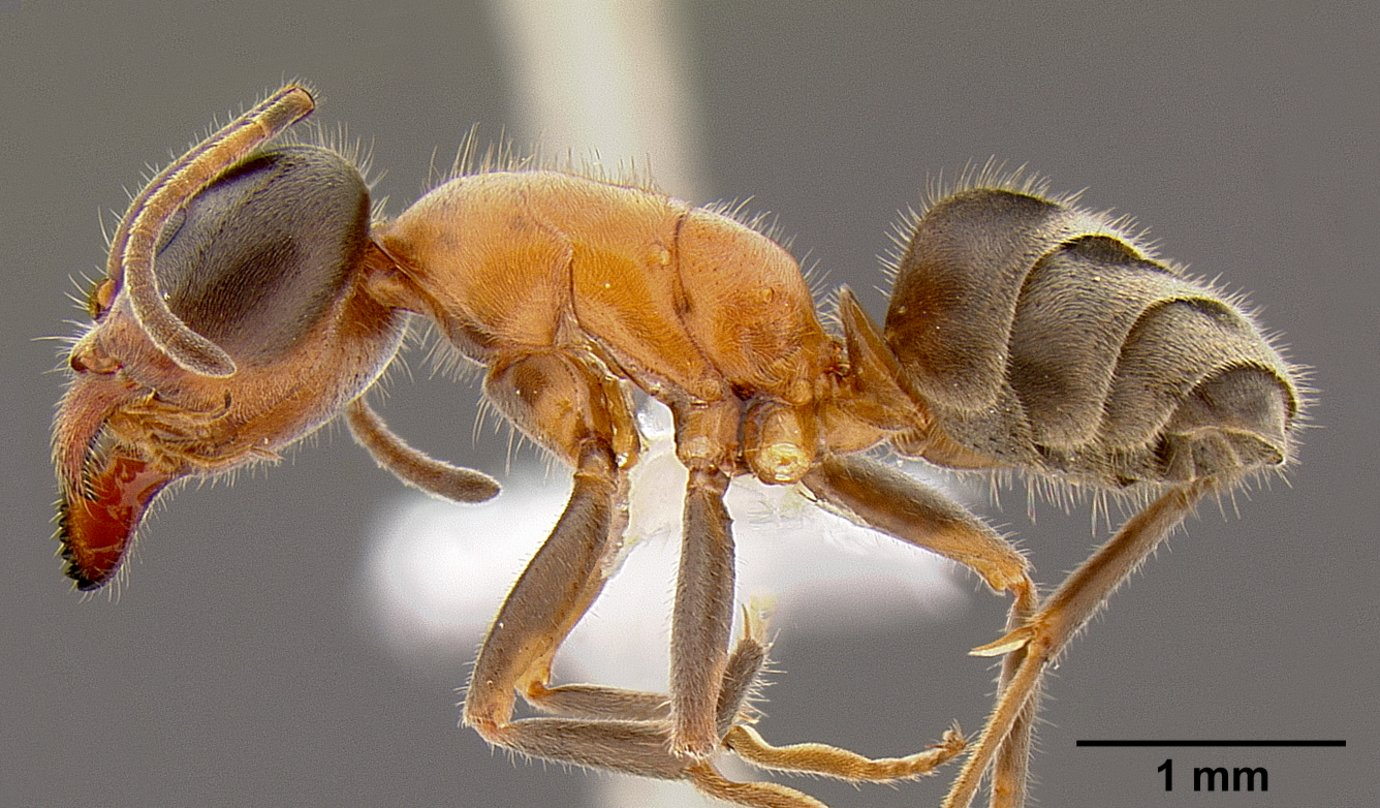
Вид сбоку Liometopum occidentale

## Охранный статус
Восточный лиометопум внесён в Красную книгу России (категория 2 — сокращающийся в численности вид) и в Красную книгу Приморского края. Вид Liometopum microcephalum включён в Красную книгу Украины и в Красную книгу Днепропетровской области (2011).